# Stelis wilhelmii
Stelis wilhelmii är en orkidéart som beskrevs av Carlyle August Luer. Stelis wilhelmii ingår i släktet Stelis och familjen orkidéer. Inga underarter finns listade i Catalogue of Life.